# Valerian Okeke
Valerian Maduka Okeke (ur. 20 października 1953 w Unudioka) – nigeryjski duchowny katolicki, arcybiskup metropolita Onitsha.

## Życiorys
Święcenia kapłańskie przyjął 18 lipca 1981 z rąk Francisa Arinze i został inkardynowany do archidiecezji Onitsha. Po pięcioletniej pracy duszpasterskiej w parafii katedralnej i w Umuoji podjął studia doktoranckie z teologii moralnej na Akademii Alfonsjańskiej, ukończone w 1991. Po powrocie do kraju został wykładowcą seminarium w Enugu, zaś w 1996 został jego rektorem.

### Episkopat
9 listopada 2001 Jan Paweł II mianował go koadiutorem archidiecezji Onitsha. Sakry biskupiej udzielił mu 9 lutego 2002 ówczesny nuncjusz apostolski w Nigerii - abp Osvaldo Padilla.
Pełnię rządów w diecezji przejął 1 września 2003, po przejściu na emeryturę poprzednika.